# Японска агенция за аерокосмически изследвания
Японската агенция за аерокосмически изследвания  (JAXA, Japan Aerospace Exploration Agency, на японски: 国立研究開発法人宇宙航空研究開発機構 – Kokuritsu-kenkyū-kaihatsu-hōjin Uchū Kōkū Kenkyū Kaihatsu Kikō) е националната японска космическа агенция. Основана е на 1 октомври 2003 г. чрез сливането на три независими организации (NASDA (практическа космонавтика), ISAS (научни мисии) и NAL (въздухоплаване)) в една.
Агенцията отговаря за изследването, разработването и изстрелването на спътници в орбита, организира и подготвя мисии като изследване на астероиди и възможна човешка мисия на Луната. Япония извежда космическите си апарати от космически център Танигашима с помощта на ракета-носител H-IIA.
Агенцията построява Японския експериментален модул Kibo, чиито компоненти са доставени на Международната космическа станция през 2008 – 2009 г. от американската космическа совалка в три отделни мисии.
JAXA стартира първата си мисия на повърхността на Луната SLIM (Smart Lander for Investigating Moon) през 2023 г. Апаратът меко се приземява на 19 януари 2024 г. в 15:20 UTC, което прави Япония петата страна, направила това.

## Ракети
JAXA използва ракетата H-IIA за извеждането на тестови и изследователски спътници. За мисии с научна цел агенцията използва M-V (Mu rocket family, „фамилия ракети Мю“), твърдогоривна ракета. JAXA разработва заедно с фирмите IHI Corporation, United Launch Alliance и GALEX ракетата GX. GX би била първата ракета в света, която използва за гориво втечнен природен газ, но правителството на Япония окончателно се отказва от програмата GX през декември 2009 г.

## Развитие на изстрелванията и ракетите

### История на изстрелванията на ракетите
Япония изстрелва своя първи спътник Ошуми през 1970 г. с ракета-носител Ламбда. За разлика от повечето страни, които използват твърдогоривните ракети, Япония избира по-бавен път на развитие на ракетната технология, като използва течногоривни. В началото Японската космическа програма използва американски ракети под лиценз. Първата японска ракета-носител е H-II представена през 1994 г. В края на 90-те години на 20 век с две неуспешни изстрелвания, японската ракетна технология е силно критикувана.

### Ранни мисии на ракети H-IIA
Първата мисия на ракета H-IIA под ръководството на JAXA е на 29 ноември 2003 г. и завършва с неуспех. След 15-месечена пауза Япония успешно изстрелва изкуствен спътник с такава ракета от Космически център Танигашима.